# Live Box
Live Box es un lanzamiento de la cantante y compositora islandesa Björk. Se trata de una caja recopilatoria compuesta por cuatro CD además de un DVD.

Live Box fue lanzado el 18 de agosto de 2003 a través de One Little Indian.
Los CD están conformados por canciones de sus anteriores álbumes sacadas de recitales en Inglaterra, España, Nueva York, Londres, Praga, Viena, Montreaux y otras más. El DVD contiene algunas canciones interpretadas en programas de televisión. Live Box también viene acompañado de un folleto de 32 páginas ubicando este lanzamiento como un artículo de gran importancia para los coleccionistas.

## Lista de canciones
Todas las canciones escritas y compuestas por ver Debut. 
| Debut Live |                                             |          |  |
| N.º        | Título                                      | Duración |  |
| 1.         | «Human Behaviour» (MTV Unplugged 1994)      | 4:08     |  |
| 2.         | «One Day» (MTV Unplugged 1994)              | 6:09     |  |
| 3.         | «Venus as a Boy» (MTV Unplugged 1994)       | 2:32     |  |
| 4.         | «Come to Me» (MTV Unplugged 1994)           | 3:44     |  |
| 5.         | «Big Time Sensuality» (MTV Unplugged 1994)  | 5:07     |  |
| 6.         | «Aereoplane» (MTV Unplugged 1994)           | 4:03     |  |
| 7.         | «Like Someone in Love» (MTV Unplugged 1994) | 4:01     |  |
| 8.         | «Crying» (MTV Unplugged 1994)               | 4:10     |  |
| 9.         | «Anchor Song» (MTV Unplugged 1994)          | 3:25     |  |
| 10.        | «Violently Happy» (MTV Unplugged 1994)      | 5:44     |  |

| Post Live |                                                                  |                |          |  |
| N.º       | Título                                                           | Escritor(es)   | Duración |  |
| 1.        | «Headphones» (Shepherd's Bush Empire)                            |                | 2:58     |  |
| 2.        | «Army of Me» (Shepherd's Bush Empire)                            |                | 4:04     |  |
| 3.        | «One Day» (Shepherd's Bush Empire)                               |                | 3:37     |  |
| 4.        | «The Modern Things» (Shepherd's Bush Empire)                     |                | 3:52     |  |
| 5.        | «Isobel» (Shepherd's Bush Empire)                                |                | 5:27     |  |
| 6.        | «Possibly Maybe» (Later With Jools Holland)                      |                | 5:22     |  |
| 7.        | «Hyperballad» (Later With Jools Holland)                         |                | 5:05     |  |
| 8.        | «I Go Humble» (Shepherd's Bush Empire)                           |                | 4:03     |  |
| 9.        | «Big Time Sensuality» (Shepherd's Bush Empire Pertenece a Debut) |                | 4:53     |  |
| 10.       | «Enjoy» (Shepherd's Bush Empire)                                 |                | 3:59     |  |
| 11.       | «I Miss You» (TFI Friday)                                        |                | 3:56     |  |
| 12.       | «It's Oh So Quiet» (Taratata)                                    | Lang, Rasfield | 3:52     |  |
| 13.       | «The Anchor Song» (Shepherd's Bush Empire)                       |                | 3:11     |  |

| Homogenic Live |                                                 |              |                                                                      |          |  |
| N.º            | Título                                          | Escritor(es) | Nota                                                                 | Duración |  |
| 1.             | «Vísur Vatnsenda-Rósu» (Cambridge)              |              | Aparece en 1994 en Chansons des Mers Froides, álbum de Victor Zazou. | 1:52     |  |
| 2.             | «Hunter» (Paris)                                |              |                                                                      | 4:17     |  |
| 3.             | «You've Been Flirting Again» (Washington)       |              | Pertenece a Post.                                                    | 3:34     |  |
| 4.             | «Isobel» (Praga)                                |              |                                                                      | 4:55     |  |
| 5.             | «All Neon Like» (España)                        |              | Pertenece a Post.                                                    | 4:56     |  |
| 6.             | «Possibly Maybe» (España)                       |              |                                                                      | 4:56     |  |
| 7.             | «5 Years» (Londres)                             |              |                                                                      | 4:09     |  |
| 8.             | «Come to Me» (Praga)                            |              | Pertenece a Debut.                                                   | 4:20     |  |
| 9.             | «Immature» (Tourhout)                           |              |                                                                      | 2:59     |  |
| 10.            | «I Go Humble» (Viena)                           |              | Aparece por primera vez en el sencillo «Isobel».                     | 4:24     |  |
| 11.            | «Bachelorette» (Later with Jools Holland)       |              |                                                                      | 5:17     |  |
| 12.            | «Human Behaviour» (Montreux)                    |              | Pertenece a Debut                                                    | 3:52     |  |
| 13.            | «Pluto» (Praga)                                 |              |                                                                      | 3:55     |  |
| 14.            | «Jóga» (Programa Later with Jools Holland)      |              |                                                                      | 4:25     |  |
| 15.            | «So Broken» (Programa Later with Jools Holland) |              | Aparece por vez primera en el sencillo Jóga.                         | 4:27     |  |
| 16.            | «Anchor Song» (Cambridge)                       |              | Pertenece a Debut.                                                   | 5:53     |  |

| Vespertine Live |                       |                                                                          |          |  |
| N.º             | Título                | Nota                                                                     | Duración |  |
| 1.              | «Frosti»              |                                                                          | 1:23     |  |
| 2.              | «Overture»            | Aparece en Selmasongs la banda sonora de la película Dancer in the Dark. | 3:36     |  |
| 3.              | «All Is Full of Love» |                                                                          | 4:04     |  |
| 4.              | «Cocoon»              |                                                                          | 4:31     |  |
| 5.              | «Aurora»              |                                                                          | 3:44     |  |
| 6.              | «Undo»                |                                                                          | 5:48     |  |
| 7.              | «Unravel»             |                                                                          | 3:38     |  |
| 8.              | «I've Seen It All»    | Aparece en Selmasongs la banda sonora de la película Dancer in the Dark. | 5:17     |  |
| 9.              | «An Echo, a Stain»    |                                                                          | 4:35     |  |
| 10.             | «Generous Palmstroke» |                                                                          | 4:08     |  |
| 11.             | «Hidden Place»        |                                                                          | 5:37     |  |
| 12.             | «Pagan Poetry»        |                                                                          | 5:30     |  |
| 13.             | «Harm Of Will»        |                                                                          | 4:31     |  |
| 14.             | «It's Not Up to You»  |                                                                          | 5:24     |  |
| 15.             | «Unison»              |                                                                          | 6:22     |  |
| 16.             | «It's in Our Hands»   | Aparece en Greatest Hits.                                                | 6:27     |  |

### Bonus DVD
| Live Box DVD |                                                 | |          |  |
| N.º          | Título                                          | Nota | Duración |  |
| 1.           | «One Day» (MTV Unplugged (1994))                | Al menos las dos últimas canciones fueron grabadas en vivo durante la gira mundial de Vespertine (Vespertine Wolrd Tour) desde agosto hasta diciembre de 2001. |          |  |
| 2.           | «It's Oh So Quiet» (Taratata (1996))            | |          |  |
| 3.           | «Jóga» (Later With Jools Holland (1997))        | |          |  |
| 4.           | «Aurora» (Royal Opera House (2001))             | |          |  |
| 5.           | «It's Not Up to You» (Royal Opera House (2001)) | |          |  |